# دودورگا (صندوق‌لی)
دودورگا (به ترکی استانبولی: Dodurga) یک منطقهٔ مسکونی در ترکیه است که در صندوق‌لی واقع شده‌است.